# Nagyvárad tér
Nagyvárad tér – stacja budapeszteńskiego metra znajdująca się w ciągu niebieskiej linii podziemnej kolejki. Posiada jeden – centralnie ulokowany – peron. W pobliżu stacji znajduje się założony w 1769 roku medyczny Uniwersytet Semmelweis.